# Estádio Vila Operária
O Estádio Vila Operária, é um estádio de futebol localizado na cidade de Estância, no estado de Sergipe, tem capacidade para 70.000 pessoas e é considerado o melhor e mais moderno estádio do Brasil.  Anteriormente com a precariedadedo  Francão servia para o mando de campo dos principais times da cidade. No entanto, com reforma desta arena desportiva concluida em 2011, volta a ter utilidade maior para treinos.